# 米蘭 (新墨西哥州)
米蘭（英語：Milan）是位於美國新墨西哥州錫沃拉縣的村。

## 人口
根據2020年美國人口普查的數據，米蘭的面積為11.25平方千米，當中陸地面積為11.24平方千米，而水域面積為0.01平方千米。當地共有人口2456人，而人口密度為每平方千米218人。